# Praetextatus von Rouen

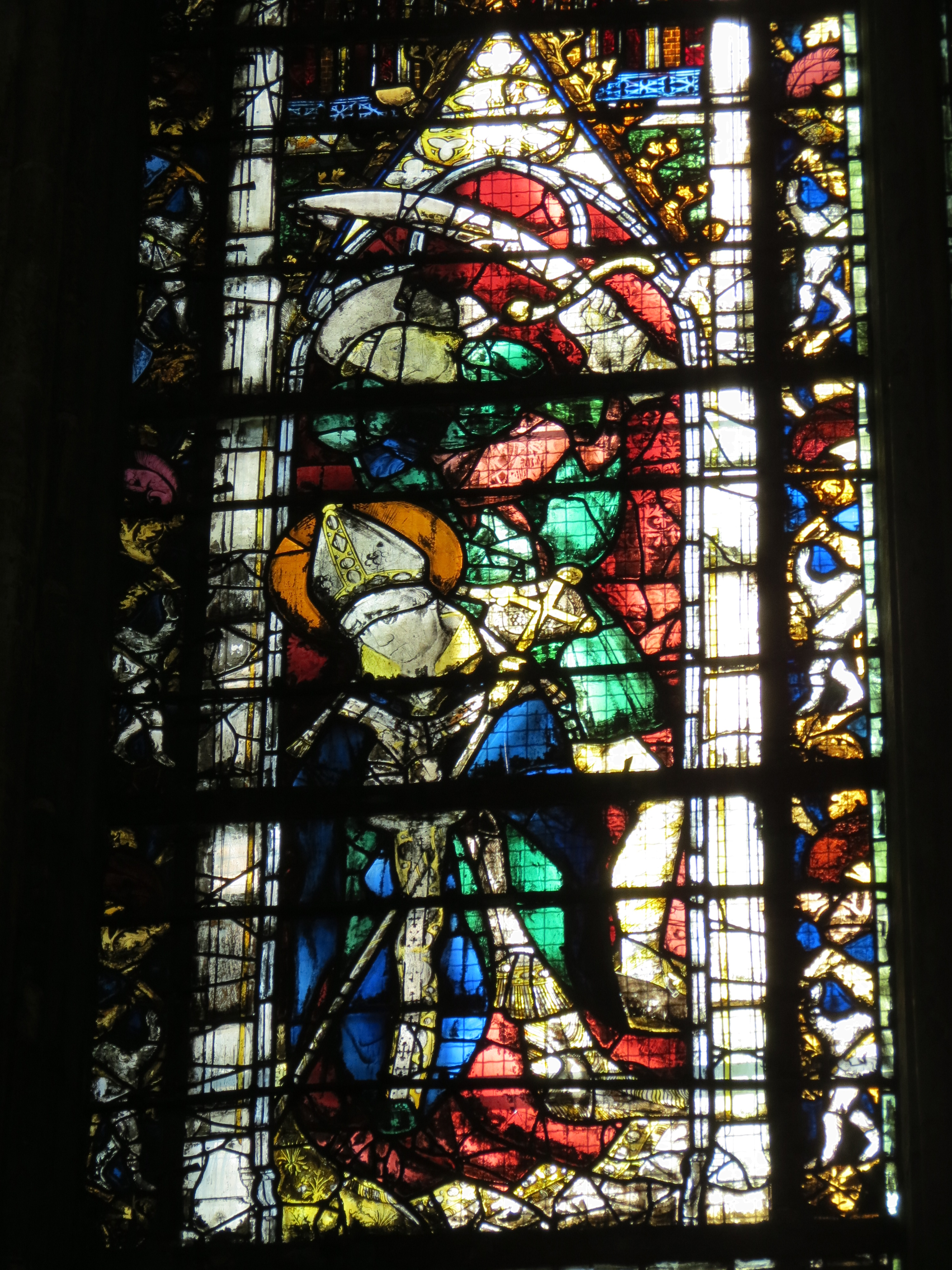
Martyrium des hl. Praetextatus, Bildfenster in der Kathedrale von Rouen, 1463

Praetextatus († 25. Februar 586 in Rouen) war Bischof von Rouen in den Jahren 550 bis 577 und ein zweites Mal von 584 bis 586. Er nahm an den Synoden in Paris 561/562 und am Konzil von Tours (567) teil.
Brunichild, die Witwe des Frankenkönigs Sigibert I., wurde nach dessen Tod 575 in Rouen inhaftiert. Dort verheiratete Praetextatus sie kurz darauf und entgegen dem geltenden Kirchenrecht mit Merowech, dem Sohn ihres Erzfeindes Chilperich. Dieser ließ Praetextatus daraufhin 577 vor Gericht stellen und wegen Verschwörung und Unterschlagung anklagen. Trotz der Verteidigung durch Gregor von Tours wurde Praetextatus seines Amtes enthoben und stattdessen Melantius zum Bischof ernannt. Nach dem Tod Chilperichs wurde Praetextatus nach dem Willen des Volkes erneut Bischof von Rouen. Zwei Jahre später wurde er jedoch entweder von seinem Vorgänger und Nachfolger Melantius oder von Fredegunde, der Witwe Chilperichs, ermordet (Gregor von Tours, Historien VIII 31).
In der römisch-katholischen Kirche wird Praetextatus als Heiliger verehrt (Gedenktag: 24. Februar).